# 바람의 파이터
"바람의 파이터"(영문제목: Fighter in the Wind)는 최영의(최배달)의 일대기를 다룬 작품으로, 만화가 방학기의 작품이다.
2004년 양윤호 감독, 양동근 주연으로 영화화되었다.

## 영화

### 출연진
- 양동근 - 최배달 역
- 히라야마 아야 - 요우코 역
- 정태우 - 춘배 역
- 가토 마사야 - 가토 역
- 정두홍 - 범수 역
- 박성민 - 료마 역

### 제작진
- 제작 - 전호진
- 원작 - 방학기
- 제작지문 - 마키 히사오
- 프로듀서 정용일
- 프로듀서(일본담당) - 야마모토 호유
- 감독 - 양윤호
- 각본 - 양윤호
- 각색 - 이상기 , 김형주 , 성종훈 , 이경원
- 기획 - 양윤호
- 촬영감독 - 신옥현
- 조명감독 - 지길수
- 프로덕션 디자이너 - 강승용(아트서비스)
- 동시녹음 - 이지수(라이브)
- 음악감독 - 최민식(히드라)
- 편집 - 박순덕
- 무술감독 - 양길영
- 의상/분장 - 전홍주
- 미술 - 강승용
- 소품 - 이태우(서울종합촬영소 소품실)
- 시각효과 - 문병용(모비딕)
- 특수효과 - 종도안, 김태의(데몰리션)
- 사운드 수퍼바이저 - 박준오(Wavelab)
- 라인프로듀서 - 김문환
- 조감독 - 이상기
- 스틸 - 김종선
- 스크립터 - 이경원
- 제작사 - 아이비젼엔터테인먼트
- 배급사 - 청어람

### 주제가
- 삽입곡

epica - 『Illusive Consensus』(by courtesy of evolution music)
- 엔딩곡

윤도현 밴드 - 『바람』

### 수상 내역
- 2004년 제12회 이천춘사대상영화제 - 올해의 남우조연상:정두홍
- 2004년 제12회 이천춘사대상영화제 - 조명상:지길수

## 같이 보기
- 한국 무술